# Fabian Frei
Fabian Frei (* 8. Januar 1989 in Frauenfeld) ist ein ehemaliger Schweizer Fussballspieler. Mit 543 Einsätzen ist er Rekordspieler des FC Basel. Ausserdem absolvierte er die achtmeisten Einsätze in der höchsten Schweizer Liga.

## Familie
Fabian Freis Vater ist der Fussballtrainer Markus Frei, der die Schweizer U-17-Nationalmannschaft im Jahre 2002 zum Europameistertitel führte.

## Karriere

### Vereine
Der Mittelfeldspieler kam von der Jugend des FC Winterthur zum FC Basel, bei dem er ins Profiteam aufgenommen wurde. In den Spielzeiten 2007/08 und 2008/09 bestritt er 49 Spiele für den FC Basel. Sein Ligadebüt gab Frei am ersten Spieltag der Saison 2007/08 am 22. Juli 2007 beim 1:0-Sieg gegen den FC Zürich. Damals liess ihn Trainer Christian Gross in der Startelf auflaufen. Sein erstes Ligator erzielte er am 4. Dezember 2008 beim 3:1-Heimsieg gegen den FC Aarau im St. Jakob-Park. 2008 gewann er sowohl die nationale Meisterschaft als auch den Schweizer Cup; im Sommer 2008 kam der Gewinn des Uhrencups hinzu. Anfang Juli 2009 wurde er für zwei Jahre an den FC St. Gallen ausgeliehen. Dort sollte er Spielpraxis sammeln. Für die Saison 2011/12 kehrte er nach Basel zurück.
Am Ende der Saison 2012/13 wurde Frei mit dem FC Basel zum dritten Mal Schweizer Meister und stand im Final des Schweizer Cups, den der FCB im Penaltyschiessen verlor. In der UEFA Europa League 2012/13 schied er mit dem FC Basel im Halbfinal gegen den Champions-League-Sieger FC Chelsea aus. Die Spielzeit 2013/14 beendete Frei mit dem FC Basel erneut als Meister und stand im Final des Schweizer Cups, der nach Verlängerung verloren wurde. Die Champions-League-Saison endete für den FC Basel zwar nach der Gruppenphase, aber in der Europa League kam die Mannschaft bis in den Viertelfinal. Frei hatte unter Trainer Murat Yakin insgesamt 66 Einsätze und erzielte dabei sieben Tore. Auch in der Spielzeit 2014/15 wurde Frei mit dem FC Basel Meister. Der FC Basel stand erneut im Final des Schweizer Cups und verlor gegen den FC Sion 0:3. In der Champions League kam der FC Basel bis in die Achtelfinals. Unter dem neuen Trainer Paulo Sousa hatte Frei insgesamt 56 Einsätze (vier Tore).
Seit der Saison 2015/16 spielte Frei beim deutschen Bundesligisten 1. FSV Mainz 05. Er erhielt einen bis 2019 laufenden Vertrag. Beim 2:2 gegen den SV Werder Bremen am 16. Dezember 2017, dem 17. Spieltag der Saison 2017/18, erzielte er in der Nachspielzeit in seinem letzten Bundesligaeinsatz für den 1. FSV Mainz 05 seinen ersten Bundesligatreffer.
In der Winterpause 2017/18 kehrte Frei zum FC Basel zurück, bei dem er einen bis zum 30. Juni 2022 laufenden Vertrag erhielt. Im Januar 2022 wurde sein Vertrag beim FC Basel bis Ende Juni 2024 verlängert.
Im September 2024 wurde der bis Sommer 2025 laufende Vertrag zwischen dem FC Basel und Frei aufgelöst und er wechselte zu seinem Jugendclub FC Winterthur. Im Februar 2025 gab Frei bekannt, seine Karriere Ende Saison zu beenden. Im März verlautbarte SRF, dass Frei ab kommender Saison Teil des Fussball-Expertenteams von SRF Sport sein werde.

### Nationalmannschaften
Von 2008 bis 2011 spielte Frei für die Schweizer U-21-Auswahl. An der U21-Fussball-Europameisterschaft 2011 stiess er mit der Mannschaft bis in den Final vor, wo man Spanien unterlag.
Am 7. Oktober 2011 gab er im EM-Qualifikationsspiel im Liberty Stadium in Swansea gegen Wales sein Debüt für die Schweizer A-Nationalmannschaft. Bei der Fussball-Europameisterschaft 2016 in Frankreich wurde er ins Aufgebot der Schweiz aufgenommen. Seine einzige EM-Partie bestritt er gleich im Auftaktspiel gegen Albanien, als er in der Schlussviertelstunde für Blerim Džemaili eingewechselt wurde. In den drei übrigen Partien bis zum Ausscheiden im Achtelfinal blieb er auf der Bank. Auch an der Fussball-Weltmeisterschaft 2022 gehörte Frei dem Schweizer Kader an. Im Auftaktspiel gegen Kamerun wurde er in der 71. Minute für Djibril Sow, im zweiten Spiel gegen Brasilien in der 86. Minute für Silvan Widmer eingewechselt. In den beiden weiteren Spielen bis zum Ausscheiden im Achtelfinal gegen Portugal kam er zu keinem Einsatz mehr.
Insgesamt kam Frei auf 24 Einsätze für die A-Nationalmannschaft und erzielte dabei 3 Tore.

## Titel und Erfolge
FC Basel
- Schweizer Meister mit der U-16 des FC Basel
- Schweizer Meister mit der U-18 des FC Basel[23]
- Schweizer Cupsieger mit der U-18 des FC Basel[23]
- Uhrencupsieger: 2008, 2011, 2013
- Schweizer Cupsieger: 2008, 2012, 2019
- Schweizer Meister: 2008, 2012, 2013, 2014, 2015

Nationalmannschaft
- Finalist U-21-Europameisterschaft 2011

Persönliche Auszeichnungen
- 2009 wurde sein Treffer beim 3:1-Sieg gegen den FC Aarau zum «Schweizer Tor des Jahres» 2008/09 gewählt.[24]